# Raymond-Roger af Foix
Raymond Roger (fransk: Raymond-Roger, occitansk: Ramon Roger) (1152 - † 3. april 1223) var den femte greve af Foix fra Huset Foix. Han var søn af Roger Bernard I af Foix og hans hustru Cécilia Trencavel og efterfulgte sin far som greve.
Når Raimond-Roger og Arnaud, Viscomt af Castelbon, ønskede at lægge deres besidelser sammen, så greven Ermengol VIII i Urgell og Bernard de Villemur, biskop i Urgell, det som en trussel og erklærede krig. Overvundet og taget til fange, blev Raymond Roger af Foix og Arnaud fængslet fra februar til september 1203. Kong Peter II af Aragonien greb ind, idet han ønskede at skåne dem som allierede i hans kamp for at erobre Languedoc. I 1209 gav Peter II slottene Trenton og Quérigut som len til Raymond-Roger, efter allerede i 1208 at have overdraget forskellig andre catalanske besiddelser.
Raimond Roger var en nær slægtning af Raymond VI af Toulouse og en trofast allieret. Han blev berømt for sin ridderlighed, troskab og hengivenhed for haute couture. Selv om han ikke selv var kathar, var flere af hans slægtninge. Hans kone, Philippa af Montcada, selv blev perfecti (~ asketisk kathar). Hans søster, Esclarmonde de Foix, var også perfecti, der modtog Consolamentum i Fanjeaux i 1204. Raimond Roger var en stor taler, og deltog i det fjerde Laterankonsil i 1215 for at forsvare Raymund af Toulouse overfor Innocens III og konsilet, efter Raymund af Toulouse havde været nødt til at flygte til England. Raimond-Roger blev selv beskyldt for at have myrdet præster og benægtede ikke, i stedet meddelte han paven, at han fortrød ikke at have myrdet flere.